# Artpop (пісня)
«Artpop» (стилізовано ARTPOP) — пісня американської співачки Леді Ґаґи з її третього однойменного студійного альбому. Вона написала і спродюсувала пісню разом з Полом «DJ White Shadow» Блером, Ніком Монсоном і Діно Зісісом. «Artpop» була першою створеною для альбому піснею, тому Ґаґа, вважаючи її основою майбутнього альбому, не хотіла експериментувати з її продюсуванням.
Прем'єра пісні відбулася під час виступу Ґаґи на iTunes Festival у 2013 році. Згодом вона виконала її на вечірці з нагоди виходу альбому ArtRave, на святковому шоу Lady Gaga and the Muppets Holiday Spectacular на телеканалі ABC разом зі співаком Елтоном Джоном та у програмі The Tonight Show Starring Jimmy Fallon. З цією піснею співачка відкривала шоу її туру ArtRave: The Artpop Ball 2014 року.
Пісня отримала змішані відгуки від критиків, які хвалили стриману композицію пісні порівняно з іншими треками альбому, але розкритикували текст і застаріле продюсування.

## Процес створення
Перші сесії запису «Artpop» відбулися між концертами туру Born This Way Ball. Пісня була записана у студії Record Plant у Голлівуді, Каліфорнія. Рассел займався зведенням треку на Record Plant і в Heard It! Studios, а додаткове зведення зробив Діно Зісіс.
Інструментарій для «Artpop» включав фортепіано і гітари. Бек-вокал виконували Ніколь Гантер, Наталі Гантер і Ліон Грей, а вокальне аранжування робила Ґаґа. Згідно з нотами, опублікованими на Musicnotes.com, «Artpop» створена з танцювальним темпом 112 ударів на хвилину.
За словами White Shadow, заголовний трек був однією з перших пісень, написаних для альбому, яка створила основу для платівки. Назвавши створення «Artpop» «визначальним моментом», продюсер пояснив, що заголовний трек спонукав шукати інші шляхи з точки зору музичних прагнень. Сама співачка назвала Artpop «лебединою піснею» альбому.

В інтерв'ю радіо Sirius XM, де вона дала глибокий аналіз кожної пісні з альбому, Ґаґа пояснила це:
"Оскільки це дійсно центр платівки, мені дуже хотілося, щоб ця концепція Art+Pop звучала більш нескінченно, щоб ми могли поставити мистецтво на перше місце і більше не залежати від корпоративного світу, який контролює мистецтво. Як ми, художники, можемо відстоювати свої ідеї, щоб наше бачення було найважливішим. Тим, що рухає культуру, рухає ці корпорації. Я не хотіла, щоб ["Артпоп"] занадто розросталася, я хотіла, щоб вона гіпнотизувала людей і стала чимось на кшталт мантри."

## Критика
Трек отримав змішані відгуки від музичних критиків. Ендрю Баркер з журналу Variety, назвавши його «видатним» треком, порівняв вокал Ґаґи з вокалом Деббі Гаррі. Емілі МакКі з NME назвала пісню «повільною і муркотливо сексуальною», вважаючи, що рядок «My artpop could mean anything» відсилає до концепції самого альбому. Джастін Міллер з Harper's Bazaar назвав цю пісню більш інтимною, ніж попередні треки альбому.
У рецензії для Billboard Джейсон Ліпшутц описав «Artpop» як маніфест Ґаґи про її творчість, назвавши його «електро-джазовим звіром, що хитається». Сал Чінквемані з журналу Slant та Кевін Харлі з The Independent описали «Artpop» як пісню в стилі євро-диско, а Чінквемані також порівняв її звучання з альбомом Мадонни 2005 року Confessions on a Dance Floor. Текст пісні «Artpop» був виведений як твердження про «суб'єктивність мистецтва». Пісня починається зі слів співачки «Come to me with all your subtext of fantasy» («Прийди до мене з усім своїм підтекстом фантазії»), які, за словами The Huffington Post, вказують на загадковість, що оточує її. Ґаґа пояснила, що текст пісні є метафорою про кохання у приспіві «We could belong together, Artpop» («Ми могли б бути разом, Артпоп»). Вона вважала, що якщо її шанувальники та вона сама можуть бути разом, це, ймовірно, означатиме зв'язок між мистецтвом та поп-музикою. Натомість Джим Фарбер з New York Daily News вважав, що любовні стосунки були відсунуті на другий план через зв'язок між мистецтвом та поп-музикою в тексті пісні.
У рецензії на «Artpop» Саймон Чендлер з Tiny Mix Tapes дав детальний аналіз ліричної композиції. За його словами, за допомогою «Artpop» Ґаґа хотіла зобразити свою музику як безмежну за своїм значенням, але це виглядало зарозуміло, оскільки більшість висновків про її музику випливає зі створеного нею публічного образу та її висвітлення у ЗМІ.
Негативні відгуки надійшли від Холлі Вільямс з Contactmusic.com, яка була вкрай розчарована треком. На її думку, трек мав би бути «кульмінаційним, винахідливим і трохи психоделічним з такою назвою», але його темп виявився повільним і буденним. Мора Джонсон зі Spin вважала, що слова на кшталт «I just love the music, not the bling» виглядають нещирими з боку Ґаґи.
«Не найглибша заява, але й не така вже й унікальна для нового тисячоліття», — додає Джонсон. 
Мелінда Ньюман з HitFix назвала пісню «занадто химерною» і вважала, що вона може бути успішною лише за умови належного реміксу. Роберт Копсі з Digital Spy вважав, що рядок приспіву «My ARTPOP could mean anything» робить концепцію альбому ще більш заплутаною, замість того, щоб спростити зухвалі заяви Ґаґи про її музичний доробок.

## Живий виступ
До виходу альбому Ґаґа виконала «Artpop» наживо 1 вересня 2013 року на фестивалі iTunes у Лондоні. Пісня стала третім виступом того вечора з сет-листа, що містив вісім треків. Після виконання «Manicure» і фортепіанної інтермедії Гага роздяглася на сцені до бікіні з морських мушель і  надягла велику перуку і почала співати пісню. Дженн Селбі з Glamour назвала виступ «проникливою поп-музикою, що супроводжується власним танцем рук у стилі YMCA». У статті для The Guardian Кітті Емпайр розкритикувала відсутність одягу, але похвалила загальний виступ.
Наступного разу Ґаґа виконала «Artpop» під час вечірки ArtRave на честь виходу альбому, після відкриття концерту піснею «Aura», першою композицією альбому.
Пізніше Ґаґа виконала цю пісню в «Lady Gaga and the Muppets Holiday Spectacular», її другому телевізійному спецвипуску до Дня подяки, який вийшов в ефір на каналі ABC 28 листопада 2013 року. Вона запросила співака Елтона Джона як спеціального запрошеного гостя для виступу. Після виконання синглу Джона 1974 року «Bennie and the Jets», дует почав співати «Artpop». Вони сиділи навпроти один одного на піаніно, а Гага була прикрашена сукнею, зробленою з банок з-під кока-коли. Під час приспіву до них приєдналися The Muppets. Кріс Віллман з Billboard назвав Джона найкращим запрошеним виконавцем спеціального випуску. Марісела Гонзалес з Entertainment Weekly була вражена виступом, сказавши, що хоча вона і не зрозуміла послання пісні, але «зрозуміло, що Гага і Елтон Джон створені одне для одного».
Ґаґа також виконала пісню на «Вечірньому шоу з Джиммі Феллоном» 18 лютого 2014 року. Цей виступ став «перезапуском» появи Ґаґи в центрі уваги ЗМІ після творчої відпустки через депресію та історії про зраду, пов'язані з виходом «Artpop». Співачка була одягнена в білу сукню і платинову перуку. Почавши пісню в акустичній версії, Ґаґа зіграла на кришталевому піаніно в кінці сцени. На другому приспіві почалися електронні біти пісні, і вона спустилася на авансцену, щоб завершити виступ танцем. Карл Вілліот з Idolator похвалив виступ, сказавши, що він змусив його краще оцінити трек. Також виступ похвалила Мелінда Ньюман з HitFix, яка сказала, що « Ґаґа досягає успіху, коли тільки вона за фортепіано, виконуючи пісні без акомпанементу».
Під час туру ArtRave: The Artpop Ball 2014 року «Artpop» було додано як першу пісню до сет-листа. Шоу починається з відео-вступу про тур, після чого на сцені з'являються танцюристи з повітряними кульками і блакитними окулярами. Відео продовжує відтворюватися, коли Гага з'являється з-під сцени в золотому купальнику з крилами і синьою кулею, прикріпленою до грудей. 